# Кушанашвили, Отар Шалвович
Ота́р Ша́лвович Кушанашви́ли (груз. ოთარ შალვას ძე კუშანაშვილი; род. 22 июня 1970, Кутаиси, Грузинская ССР, СССР) — российский журналист, телеведущий и ютубер.
Получил известность в середине 1990-х годов как телеведущий и музыкальный критик, один из постоянных участников программы «Акулы пера». Главный редактор газеты «Музыкальная правда». Ведущий программ о музыке, шоу-бизнесе и спорте на российском телевидении и радио. С 2020 года Кушанашвили ведёт собственный YouTube-канал.

## Биография

### Ранние годы
Родился 22 июня 1970 года в городе Кутаиси Грузинской ССР в семье тракториста Шалвы Кушанашвили и кастелянши детского сада Нелли Гогохия. У его родителей было пять детей. Отар самый младший.
Учился в школе № 15. Во время учёбы решил стать журналистом, публиковал заметки в газете «Кутаисская правда». Получив среднее образование, поступил на факультет журналистики Тбилисского государственного университета, откуда, по его словам, был отчислен. Служил в рядах Советской Армии, отслужить в которой ему посоветовал уже относительно известный на то время журналист Юрий Щекочихин из «Литературной газеты», письмо которому о желании работать в журналистике написал юный Отар. Был радистом и служил в ГДР. Вспоминая о службе в армии, Отар указал, что в армии ему было стыдно за то, что они иногда с голодухи обносили чужие огороды.

### Личная жизнь
Первая жена Мария Кушанашвили (в девичестве Горохова), юрист. После развода отсудила у Отара всю недвижимость. Дочь Дарья, два сына — Георгий и Николос, живут со своей матерью в Киеве.
Вторая жена Ирина Киселёва-Кушанашвили (2004—2009), юрист в банке. Дочь Элина и сын Фёдор.
Гражданская жена Ольга Курочкина — предпринимательница. Сыновья Мамука (2009) и Роман (2016), дочь Елена.

#### Увлечения
Болельщик футбольного клуба «ЦСКА» (Москва).

#### Здоровье
12 ноября 2023 года во время ужина в московском ресторане на Пресне журналист пожаловался на боли в сердце, и его госпитализировали в Боткинскую больницу. Сообщалось, что у Кушанашвили был инфаркт, однако вскоре было опубликовано видео, на котором Кушанашвили в резкой форме опровергал слухи о госпитализации.
20 июня 2024 года Кушанашвили был госпитализирован в Красногорске. По словам его родственников, несколько дней назад журналист начал жаловаться на сильные боли в области сердца и живота. Он самостоятельно поехал в клинику на обследование, где телеведущему поставили предварительный диагноз цирроз печени, который впоследствии не подтвердился. 4 июля 2024 года сообщил, что проходит лечение от онкологического заболевания. Журналист проходит лечение и курсы химиотерапии в Национальном медицинский исследовательском центре онкологии имени Н. Н. Блохина. У Кушанашвили обнаружили четвёртую стадию рака сигмовидной кишки и метастазы в печени, вывели кишечник на бок. 1 октября прошла операция по удалению злокачественной опухоли в печени, затем в кишечнике.

## Карьера

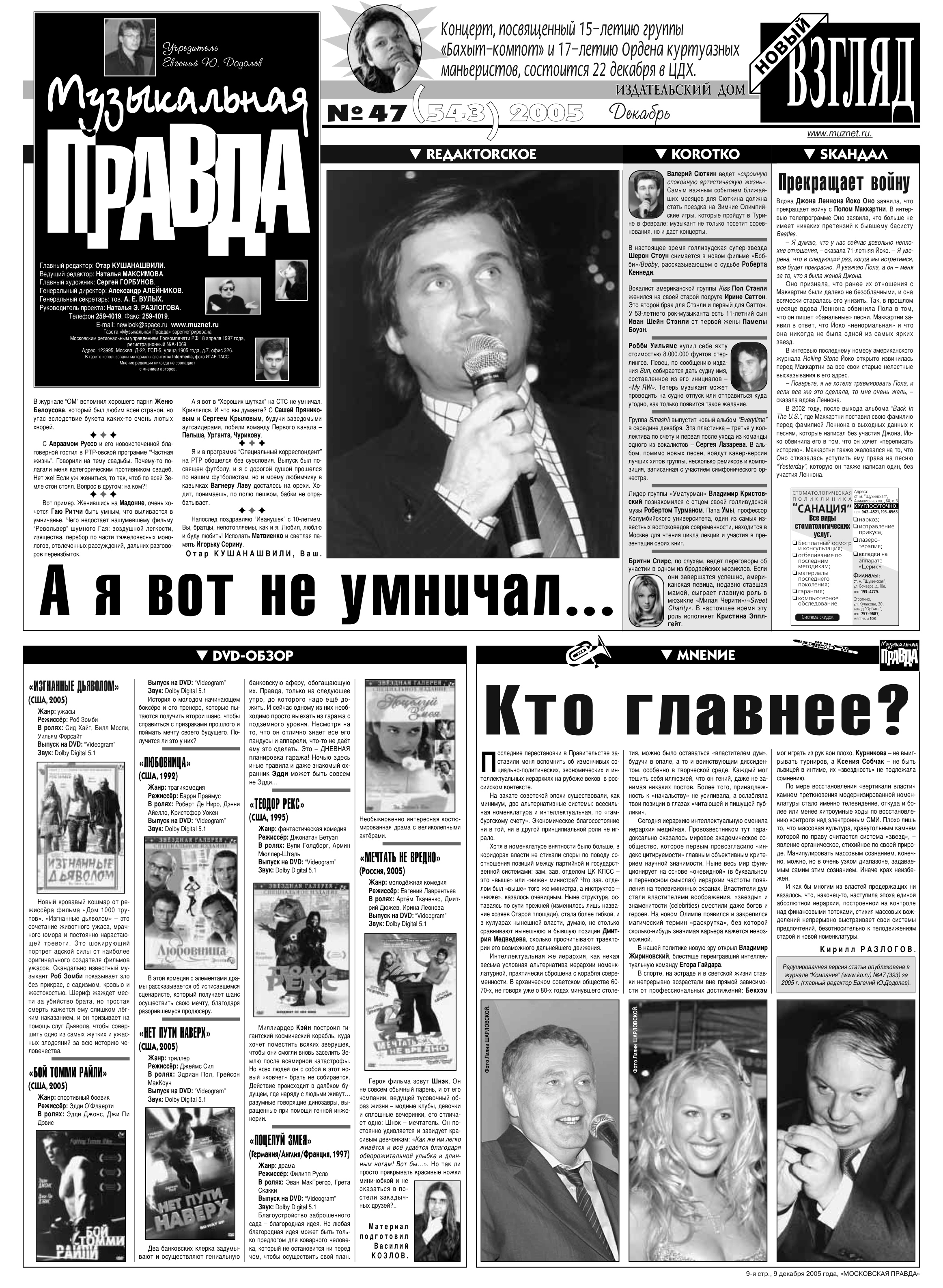
Выступление главного редактора в своей газете

После отчисления из университета в 1992 году переехал в Москву. Работал ночным сторожем в школе, мыл полы на вокзале. Как вспоминает, «разослал резюме 35 редакторам, но получил только одно предложение» и в начале 1993 года стал штатным корреспондентом газеты «Новый взгляд», созданной Евгением Додолевым, а затем по рекомендации последнего перешёл на телевидение под опеку Ивана Демидова. В рамках сотрудничества с двумя работодателями сделал подробные интервью с тремястами деятелями российского шоу-бизнеса, стал заметной фигурой в московском бомонде, своего рода enfant terrible российской журналистики.
С 1997 года в качестве главного редактора возглавил светский еженедельник «МузОБОЗ» (позднее переименованный в газету «Музыкальная правда») издательского дома «Новый взгляд». После 2003 года свёл сотрудничество с «Музыкальной правдой» к минимуму и перестал вести свою «Колонку главного редактора».

### Телевидение и радио
Широкую известность получил как фронтмен программы «Акулы пера», которую продюсировала Елена Демидова. Позднее был ведущим развлекательных музыкальных передач «Партийная зона», «Диск-канал», «Вечеринка из Метелицы», «Новый год на ТВ-6» (2000—2001) и «Обоzzz-шоу» на канале ТВ-6, программ «Опс-Попс» на Муз-ТВ, «Большой куш» на СТС, «На бульваре» и «Время-деньги» на ДТВ.
Вёл программы на радиостанции «Европа плюс». Параллельно писал авторские колонки для журналов «Ом», «Секрет&Тайна», «Fly&Drive» и газет «Комсомольская правда» (2008—2014), «Советский спорт» (с 2014 года) и «Аргументы и факты» (2010—2015), регулярно публиковался в газетах «Вечерняя Москва», «Московский комсомолец», «Московская правда», «Московская комсомолка» и «Ночное рандеву». Сейчас публикуется в «Собеседнике» и «Новом взгляде».
Снимался в юмористическом сериале «33 квадратных метра».
22 ноября 2001 года в развлекательном комплексе «Метелица» состоялась презентация альбома "Перепишу любовь" певицы Жасмин. Ведущим мероприятия стал Отар Кушанашвили.
В 2002 году сидел в жюри 1/8 финала Высшей лиги КВН.
В 2008 году Кушанашвили в ряде интервью заявил, что он расстаётся с телевидением и возвращается к печатному слову:
Появляется невероятный азарт. Я вернулся к писанине много лет спустя. И сейчас она доставляет мне больше удовольствия, чем даже когда я писал в «Новом Взгляде» Евгения Додолева. Оказывается, у прошедших лет есть один плюс — я соскучился по писанине. Я соскучился по деепричастным оборотам.
С 17 августа 2010 по 31 января 2011 года вёл передачу «Отар против» на «Муз-ТВ». С марта 2011 по июнь 2012 года являлся соведущим программы «Разбор полётов» на телеканале «Интер». Осенью 2011 года судил шоу «Майдан’s» того же телеканала.
С 15 октября 2012 по 19 февраля 2014 года был ведущим программы «Отар против» на «Радио КП». Вёл авторскую программу «Каково?!» на КП-ТВ (2013—2014) и Раз ТВ (2016), с 29 января 2020 года ведёт передачу на одноимённом YouTube-канале. До 2013 года вместе с Лерой Кудрявцевой вёл вечеринки «Партийная зона» на канале Муз-ТВ. В 2014 году на канале 360° Подмосковье вёл викторину «Умный нашёлся!», в 2014—2015 годах — кулинарную программу «Что сегодня на ужин?» на «РБК-ТВ».
С 20 октября 2015 по 25 марта 2016 года вёл утреннее шоу «100 % утра» на Спорт FM.
В 2016 году Отар Кушанашвили пытался занять вакансию (вместо уволившегося Матвея Ганапольского) на украинском «Радио Вести», но получил отказ.
С октября 2016 по май 2020 года — ведущий потребительского ток-шоу «Естественный отбор» на телеканале «ТВ Центр». На том же телеканале с 16 сентября 2018 по 29 августа 2021 года вёл кулинарное шоу «Спасите, я не умею готовить!».
В 2021 Отар сразился в поп-ММА с Никитой Джигурдой на ринге, но потерпел поражение.

## Общественная позиция
В сентябре 2008 года Кушанашвили, дав интервью онлайн-телеканалу Russia.ru, негативно высказывался о деятельности тогдашнего президента Грузии Михаила Саакашвили. В 2012 году в эфире того же Russia.ru дал положительную оценку правления Михаила Саакашвили, назвав его реформатором, демократом и высказав искреннее уважение к третьему президенту Грузии. Заявил: «Если Тина Канделаки против, то я за!», «Только за то, что мои мама и папа, которые там жили, почувствовали уважительное отношение, впервые за все годы в Грузии нет проблем с дорогами, и люди каждый месяц в срок получают зарплаты и пенсии, десятикратно увеличенные, но про это же Тина не знает, она просто не в курсе, что происходит на родине».
В 2013 году в эфире передачи «В гостях у Дмитрия Гордона» дезавуировал свои высказывания о Саакашвили от 2008 года. Заявил, что Саакашвили не такой идиот, которым его изображают журналисты: на Украине он говорит на украинском языке, едет в Америку и говорит на языке Сэлинджера.
14 сентября 2015 года Кушанашвили в интервью изданию «ГОРДОН» заявил, говоря о конфликте на Юго-Востоке Украины, что, по его мнению, «Война началась с телефонного звонка какого-то ублюдка из Кремля», и четыре дня спустя в другом интервью этому же СМИ, озаглавленном «Путин не х…ло, он преступник», он назвал Владимира Путина «абсолютным нарциссом».
В 2022 году осудил вторжение России на Украину, заявив: «Стыд, боль, страх, отвращение. Украина навсегда».

## Скандалы и обвинения
20 января 1997 года на Кушанашвили было совершено нападение: его сильно избили, выстригли волосы надо лбом и на одном виске и сбрили одну бровь. СМИ связывали это происшествие с оскорблением Кушанашвили Аллы Пугачёвой и её заявлением об объявлении войны жёлтой прессе (после публикации в газете «Новый взгляд» интервью с Киркоровым).
12 февраля 1998 года на одном из концертов в Вильнюсе Кушанашвили решил прыгнуть со сцены в толпу зрителей, рассчитывая, что они его подхватят руками. Однако толпа расступилась, и Кушанашвили упал на землю и потерял сознание.
После истории 2002 года на «ОРТ», когда во время трансляции Евровидения Кушанашвили нецензурно выругался в прямом эфире в программе Андрея Малахова, был надолго лишён возможности появляться на телевидении.
В июне 2004 года во время матча сборных России и Португалии по футболу на Чемпионате Европы выбежал на поле, протестуя против удаления из игры вратаря Сергея Овчинникова. За пробежку к судье был оштрафован на 2500 евро и осуждён на два года условно.
28 марта 2016 года Служба безопасности Украины запретила въезд Отару Кушанашвили на территорию Украины на 3 года по причине его оскорбительных высказываний в адрес тогдашнего премьер-министра Украины Арсения Яценюка. 7 апреля того же года Кушанашвили принес Арсению Яценюку свои извинения в интервью газете «Комсомольская правда в Украине».

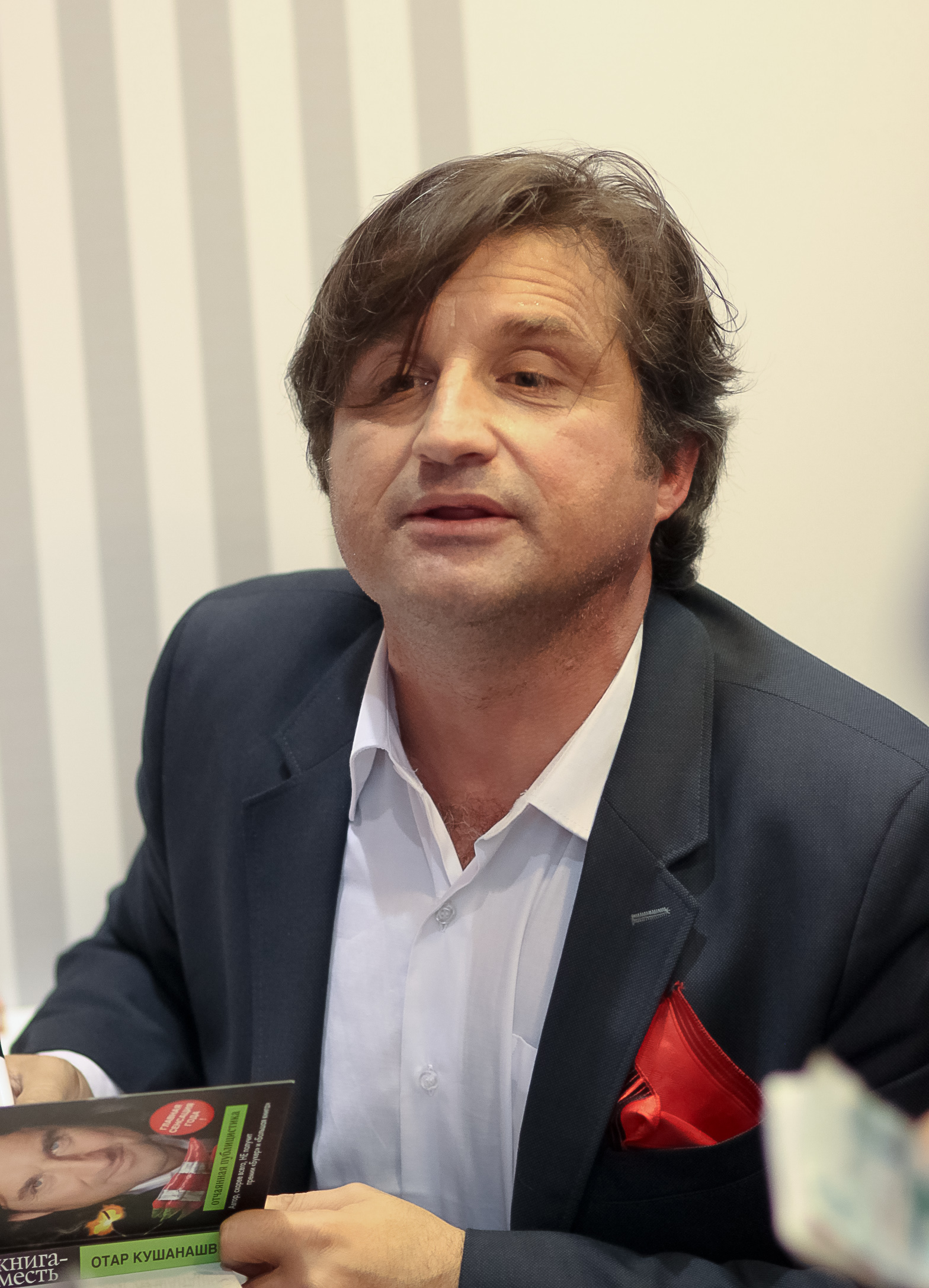
На презентации «Я. Книга — месть», 2011

## Фильмография
- 1998—2005 — 33 квадратных метра — театральный режиссёр.
- 2003 — Каменская-3 — Глеб Свитин, журналист
- 2006—2009 — Клуб — камео
- 2008 — Калейдоскоп — эпизод
- 2007 — Жизнь как кино, или Шоу строгого режима (документальный)
- 2011 — Владислав Галкин. Выйти из роли (документальный)

## Бои в поп-MMA

### «Наше дело»
| Соперник        | Дата выхода    | Результат | Прим.  |
| --------------- | -------------- | --------- | ------ |
| Никита Джигурда | 24 ноября 2021 | Поражение | [ 70 ] |

### Epic Fighting Championship
| Соперник    | Дата выхода | Результат | Прим.  |
| ----------- | ----------- | --------- | ------ |
| Олег Монгол | 21 мая 2023 | Поражение | [ 71 ] |